# Lijst van burgemeesters van Oudenhoorn
Dit is een lijst van burgemeesters van de voormalige Nederlandse gemeente Oudenhoorn tot die gemeente op 1 januari 1980 met Abbenbroek en Zuidland fuseerde tot de gemeente Bernisse.
| Ambtsperiode | Naam burgemeester                      | Partij of stroming | Bijzonderheden                                                                                            |
| ------------ | -------------------------------------- | ------------------ | --- |
| 1819 - 1858  | Jean de Rouville                       |                    | schout/burgemeester, tevens burgemeester van Nieuwenhoorn en Vierpolders (beide 1852-1857)                |
| 1858 - 1896  | Martinus Johannes de Jongh (1819-1899) |                    | tevens burgemeester van Zuidland (1852-1896)                                                              |
| 1896 - 1903  | J. Vlielander                          |                    | tevens burgemeester van Zuidland                                                                          |
| 1904 - 1943  | Gerrit van Andel                       |                    | tevens burgemeester van Zuidland (1904-1943) en Abbenbroek (1920-1943)                                    |
| 1944 - 1945  | Dirk Langereis                         |                    | tevens burgemeester van Zuidland en Abbenbroek                                                            |
| 1946 - 1947  | Fop Willem van Driel                   |                    | tevens burgemeester van Zuidland en Abbenbroek (beide 1945-1947) en Nieuw-Helvoet (1916-1949)             |
| 1947 - 1967  | Jan Ludolph Wentholt                   |                    | tevens burgemeester van Abbenbroek, later burgemeester van Olst                                           |
| 1967 - 1974  | N.P. Kremer                            | ARP                | tevens burgemeester van Abbenbroek (1967-1974) en Zuidland (1960-1974), later burgemeester van Bodegraven |
| 1974 - 1980  | Henny (H.) van Geest                   | CHU                | tevens burgemeester van Zuidland en Abbenbroek, later burgemeester van Bernisse                           |